# اویناغان (شهود)
اویناغان (به ترکی استانبولی: Oynağan) یک منطقهٔ مسکونی در ترکیه است که در شهود (شهر) واقع شده‌است.